# Rickman Godlee
Sir Rickman John Godlee, I baronetto (Upton Park, 15 febbraio 1849 – Whitchurch-on-Thames, 18 aprile 1925), è stato un chirurgo inglese.

## Biografia
Nato in una famiglia di quaccheri come secondogenito di Rickman Godlee, un avvocato di Middle Temple, e di Mary Lister, figlia di Joseph Jackson Lister. Era quindi un nipote di Joseph Lister.
Studiò in una scuola di Tottenham e si laureò presso l'University College di Londra, prima di iniziare la sua formazione medica.

## Carriera medica
Venne ammesso al Royal College of Surgeons nel 1872. Dopo essere stato medico presso l'University College Hospital di Londra, si trasferì a Edimburgo per praticare le nuove tecniche chirurgiche in fase di sviluppo da suo zio, Joseph Lister. Al suo ritorno a Londra, è stato nominato assistente chirurgo presso Charing Cross Hospital e al North Eastern Hospital for Children. Dopo un periodo come assistente chirurgo presso l'University College Hospital, divenne chirurgo presso il Brompton Hospital di Londra, dove fece progressi nella chirurgia toracica.
Presso l'Epileptic Hospital, a Regent Park, nel 1884 divenne uno dei primi a rimuovere un tumore al cervello chirurgicamente.
Nel 1885 è stato nominato chirurgo presso l'University College Hospital e nel 1892 come professore. Fu Presidente del Royal College of Surgeons nel 1911, 1912 e 1913. Era chirurgo della regina Vittoria, di Edoardo VII e di Giorgio V.

## Matrimonio
Sposò, nel 1891, Juliet Mary Seebohm, figlia di Frederic Seebohm.

## Morte
Morì il 18 aprile 1925, a Whitchurch-on-Thames, nel Berkshire.